# Belizariusz
Belizariusz, łac. Flavius Belisarius, gr. Βελισάριος (ur. ok. 505, zm. w marcu 565) – wódz armii bizantyńskiej, który prowadził zwycięskie kampanie wojenne w czasach panowania Justyniana I Wielkiego.

## Życiorys
Belizariusz urodził się w miejscowości Germane, dziś noszącej nazwę Saparewa Banja, która jest położona w zachodniej Bułgarii. Pochodził od zromanizowanych Gotów, Traków lub Słowian. Jego ojciec był najprawdopodobniej właścicielem ziemskim. Karierę wojskową rozpoczynał jako oficer gwardii cesarskiej.
Podczas wojny Bizancjum z Persją, jako magister militum per Orientem został wodzem naczelnym armii na Wschodzie. Po pierwszych niepowodzeniach, w 530 roku zwyciężył Persów w bitwie pod Darą, ale w 532 roku przegrał wielką bitwę pod Sura nad Eufratem, po czym został pozbawiony dowództwa, oskarżony o tchórzostwo i odwołany do stolicy. W Konstantynopolu uczestniczył w krwawym stłumieniu powstania Nika w 532 roku. Na polecenie cesarza Justyniana w roku 533 Belizariusz przeprawił się do Afryki, zajął Kartaginę i w bitwach pod  Ad Decimum i pod Trikamarum pokonał wandalskiego króla Gelimera. Po podboju państwa Wandalów w Afryce Północnej odbył triumf w Konstantynopolu.
W 535 roku Belizariusz wylądował na Sycylii i wkroczył do Syrakuz. Następnie przeprawił się do Italii, gdzie po zwycięskiej bitwie zdobył Neapol (jedyne miasto, które stawiało opór armii bizantyjskiej). Król Ostrogotów, Witiges, oddał Belizariuszowi Rzym bez walki i wycofał się do Rawenny. Potem jednak oblegał Belizariusza w Rzymie przez ponad rok. Belizariuszowi udało się w końcu odeprzeć oblężenie i ścigając Witigisa zajął Rawennę, biorąc króla Ostrogotów do niewoli. Belizariusz wrócił do Bizancjum, oficjalnie po to, by objąć dowództwo na Wschodzie, jednak Justynian odmówił mu triumfu. Wskutek intryg dworskich utracił w 542 roku dowództwo armii. Jednakże w roku 544 powierzono mu zadanie ustabilizowania sytuacji w Italii, nad którą kontrolę odzyskali Goci. W latach 544–548 działał w Italii, lecz nie odniósł większych sukcesów z powodu braku wojska (kolejne zajęcie i opuszczenie Rzymu). W roku 548 powrócił do Konstantynopola, gdzie wsławił się jego obroną przed wojskami huńskimi w roku 559.
Według zapisanej pod koniec XII wieku legendy Belizariusz pod koniec życia popadł w niełaskę u cesarza i wrócił do Konstantynopola, gdzie został oślepiony i musiał żebrać na ulicach. W rzeczywistości w chwili zagrożenia miasta w roku 563 władca raz jeszcze zwrócił się do niego o pomoc, a ostatnie lata życia spędził w dostatku dzięki zebranym bogactwom. Zmarł w Konstantynopolu w 565 roku.
Sekretarzem Belizariusza był Prokopiusz z Cezarei, który opisał dzieje walk w Afryce i Italii (De bello Wandalorum i De bello Gothico), oraz napisał Historię sekretną.

## Rodzina
Żoną Belizariusza była Antonina, faworyta cesarzowej Teodory, posiadająca duży wpływ na męża, co nie przeszkadzało jej w utrzymywaniu intymnych stosunków z jednym z domowników imieniem Teodozjusz. Jedynym dzieckiem z tego małżeństwa była córka, która w 543 roku została zaręczona z wnukiem cesarzowej Teodory.

## Odniesienia w kulturze
Postać tę wykorzystał w oświeceniowej powieści filozoficznej Belisaire (1767) Jean-François Marmontel. Belizariusz jest głównym bohaterem opery Gaetana Donizettiego Belisario (1835-36) oraz powieści Roberta Gravesa Belizariusz, a także sześciotomowego cyklu powieści Davida Drake’a i Erica Flinta, osadzonych w rzeczywistości alternatywnej. W literaturze polskiej postać Belizariusza (na tle wojen z Gotami o panowanie nad Italią) przedstawiła Hanna Malewska w powieści historycznej Przemija postać świata.
Jego postać po legendarnym oślepieniu przedstawił Jacques-Louis David na obrazie zatytułowanym Żebrzący Belizariusz.
Również żebrzący, ślepy Belizariusz, grafika według Van Dycka, to pierwszy ze sławnych obrazów odtwarzanych przez wytworne towarzystwo w powieści Goethego Powinowactwa z wyboru.